# Red digital de servicios integrados
La red digital de servicios integrados (RDSI) está definida por el Sector de Normalización de las Telecomunicaciones de la UIT (UIT-T) de la Unión Internacional de Telecomunicaciones (UIT), como: «Red que procede por evolución de la Red Digital Integrada (RDI) y que facilita conexiones digitales extremo a extremo para proporcionar una amplia gama de servicios, tanto de voz como de otros tipos, y a la que los usuarios acceden a través de un conjunto de interfaces normalizados».
Fue definida en 1988 en el libro rojo de CCITT. Antes de la RDSI, el sistema telefónico se veía como una forma de transporte de voz, con algunos servicios especiales disponibles para los datos. La característica clave de la RDSI es que integra voz y datos en la misma línea y añade características que no estaban disponibles en el sistema de telefonía analógica.
Se puede decir entonces que la RDSI es una red que procede por evolución de la red telefónica existente (a veces llamado POTS en este contexto) que, al ofrecer conexiones digitales de extremo a extremo, permite la integración de multitud de servicios en un único acceso, independientemente de la naturaleza de la información a transmitir y del equipo terminal que la genere.
En el estudio de la RDSI se han definido unos llamados “puntos de referencia” que sirven para delimitar cada elemento de la red. Estos son llamados R, S, T, U y V, siendo el U el correspondiente al par de hilos de cobre del bucle telefónico entre la central y el domicilio del usuario, es decir, entre la central y la terminación de red TR1.

## Interfaces y funciones

### Acceso básico
El acceso básico, conocido también por la sigla inglesa BRI (basic rate interface), consiste en dos canales B full-duplex de 64 kbit/s y un canal D full-duplex de 16 kbit/s. Luego, la división en tramas, la sincronización, y otros bits adicionales dan una velocidad total a un punto de acceso básico de 160 kbit/s.

### Acceso primario
El acceso primario, también conocido por la sigla inglesa PRI (primary rate interface), está destinado a usuarios con requisitos de capacidad mayores, tales como oficinas y empresas con PBX digital o red de área local. Debido a las diferencias en las jerarquías de transmisión digital usadas en distintos países, no es posible lograr un acuerdo en una única velocidad de los datos.
Estados Unidos, Japón y Canadá usan una estructura de transmisión basada en 1544 Kbit/s, mientras que en Europa la velocidad estándar es 2048 Kbit/s. Típicamente, la estructura para el canal de 1544 Kbit/s es de 23 canales B más un canal D de 64 kbit/s y, para velocidades de 2048 Kbit/s, 30 canales B más un canal D de 64 kbit/s:
- 30B(64) + D(64) + señalización + framing(64) = 2048 kbit/s  (Europa. E1-PRI).
- 23B(64) + D(64) + señalización + framing(8) = 1544 kbit/s  (Estados Unidos, Japón y Canadá. T1-PRI).[6][7]

## Servicios

### Portadores
- Modo circuito: son las funciones que se necesitan para establecer, mantener, y cerrar una conexión de circuito conmutado en un canal de usuario. Esta función corresponde al control de una llamada en redes de telecomunicaciones de conmutación de circuitos existentes.
- Modo paquete: son las funciones que se necesitan para establecer una conexión de circuito conmutado en un nodo de conmutación de paquetes RDSI.
  - Servicio portador de llamada virtual.
  - Servicio portador de circuito virtual permanente.

### Teleservicios
- Telefonía a 7 kHz
- Facsímil grupos 2 y 3 facsímil grupo 4
- Teletex, videotex, videotelefonía.
- Suplementarios
  - Grupo cerrado de usuarios.
  - Identificación del usuario llamante.
  - Restricción de la identificación del usuario llamante.
  - Identificación de usuario conectado.
  - Restricción de la identificación de usuario conectado.
  - Identificación de llamada en espera.
  - Marcación directa de extensiones.
  - Múltiples números de abonado.
  - Marcación abreviada.
  - Conferencia a tres.
  - Desvío de llamadas.
  - Transferencia de llamadas dentro del bus pasivo.
  - Información de tarificación.

## Adaptación de terminales
Para conectar dispositivos no-RDSI a la red se utilizan adaptadores de terminal (AT) que realizan las siguientes funciones.
- Adaptación de velocidad (AV).
- Conversión de señalización (CS).
- Conversión X.25 (AV +CS).
- Conversión de interfaz física.
- Digitalización.

### Interfaz usuario-red
Para definir los requisitos de acceso del usuario a RDSI, es muy importante comprender la configuración anticipada de los equipos del usuario y de las interfaces normalizadas necesarias. El primer paso es agrupar funciones que pueden existir en el equipo del usuario.
- Puntos de referencia: puntos conceptuales usados para separar grupos de funciones.
- Agrupaciones funcionales: ciertas disposiciones finitas de equipos físicos o combinaciones de equipos.

El equipo terminal es el equipo de abonado que usa RDSI. Se definen dos tipos. El equipo terminal de tipo 1 (ET1) son dispositivos que soportan la interfaz RDSI normalizada. Por ejemplo: teléfonos digitales, terminales de voz/datos integrados y equipos de fax digitales. El equipo terminal de tipo 2 (ET2) contempla la existencia de equipos no RDSI. Por ejemplo, ordenadores huésped con una interfaz X.25. Tal equipo requiere un adaptador de terminal (AT) para conectarse a la interfaz RDSI.

### Soporte de los servicios
- Puntos 1 o 2: (T y S) servicios básicos.
- Punto 4: (R) acceso a otros servicios estandarizados. (Interfaces X y V).
- Puntos 3 y 5: acceso a teleservicios
- 3 Terminales RDSI
- 5 Terminales RDSI

El punto de referencia T (terminal) corresponde a la mínima terminación de red RDSI del equipo cliente. Separa el equipo del proveedor de red del equipo de usuario.
El punto de referencia S (sistema) corresponde a la interfaz de terminales individuales RDSI. Separa el equipo terminal del usuario de las funciones de comunicación relacionadas con la red.
El punto de referencia R (razón o rate) proporciona una interfaz no RDSI entre el equipo del usuario que no es RDSI compatible y el equipo adaptador.

## Arquitectura de protocolos
Desde el punto de vista del estándar OSI, una pila RDSI consta de tres protocolos:
- Capa física.
- Capa de enlace de datos (data link layer, 'DLL').
- Capa de red (network layer), el protocolo RDSI, propiamente dicho.

Desde el punto de vista de la interfaz con el usuario, se incluyen sobre la capa de red protocolos para interacción usuario-red y protocolos para interacción usuario-usuario.
En el contexto del modelo OSI, los protocolos que se definen o a los que se hace referencia en RDSI. Como RDSI es esencialmente indiferente a las capas de usuario de la 4 a la 7, el acceso concierne únicamente a las capas de la 1 a la 3. La capa 1, definida en I.430 e I.431, especifica la interfaz física tanto para el acceso básico como el primario.
Las diferencias con el modelo OSI son:
- Múltiples protocolos interrelacionados.
- Llamadas multimedia.
- Conexiones multipunto.

Para el canal D, se ha definido una nueva normalización de capa de enlace de datos, LAPD (link access procedure on the D channel), protocolo de la capa de enlace RDSI que proviene del LAP-B (link access procedure, balanced). Esta normalización se basa en HDLC, modificado para cumplir los requisitos de RDSI. Toda transmisión en el canal D se da en forma de tramas LAPD que se incrementan entre el equipo abonado y un elemento de conmutación RDSI. Se consideran tres aplicaciones: señalización de control, conmutación de paquetes, y telemetría.
El canal B se puede usar para conmutación de circuitos, circuitos semipermanentes, y conmutación de paquetes. Para conmutación de circuitos, se construye un circuito en el canal B bajo demanda.
Un circuito semipermanente es un circuito canal B que se ha establecido previo acuerdo entre los usuarios conectados y la red. Tanto la conexión de circuito conmutado como con circuito semipermanente, las estaciones conectadas intercambian información como si se hubiese establecido un enlace directo full duplex.
En el caso de conmutación de paquetes, se establece una conexión de circuito conmutado en un canal B entre el usuario y el nodo del paquete conmutado usando el protocolo del canal D.

## Conexiones RDSI
RDSI proporciona tres tipos de servicios para comunicaciones extremo a extremo.
1. Circuitos conmutados sobre el canal B: la configuración de red y protocolos para conmutación de circuitos implican usuario y la red de establecimiento y cierre de llamadas, y para acceso a las instalaciones de la red
2. Conexiones permanentes sobre canal B: un periodo de tiempo indefinido después de la suscripción. No existe establecimiento y liberación de llamada sobre canal D.
3. Conmutación de paquetes proporcionado por RDSI.

| pin | Color            | Uso                            |
| --- | ---------------- | ------------------------------ |
| 1   | Naranja y blanco | Tierra (power sink) 3-         |
| 2   | Naranja          | Alimentación (power source) 3+ |
| 3   | Verde y blanco   | Positivo de recepción          |
| 4   | Azul             | Positivo de transmisión        |
| 5   | Azul y blanco    | Negativo de transmisión        |
| 6   | Verde            | Negativo de recepción          |
| 7   | Marrón y blanco  | Tierra (power sink) 2-         |
| 8   | Marrón           | Alimentación (power source) 2+ |

El pinado (pinout) arriba indicado, es la conexión utilizada entre el TR1 y el dispositivo RDSI que se vaya a comunicar. Al TR1, llega un par de hilos desde la central telefónica, que es por donde viaja la señal digital de comunicación y la alimentación al propio TR1.

### Numeración
Una dirección RDSI puede utilizarse para:
- Identificar un terminal específico dentro de una línea digital RDSI.
- Identificar un punto de acceso al servicio de red en un entorno OSI.
- Identificar un punto de acceso al servicio de red en un entorno no conforme al modelo OSI.

### Numeración (servicios)
- Múltiples números de abonados.
- Permite que terminales conectados a las redes existentes alcancen terminales compatibles conectados a un acceso básico en una configuración tipo bus pasivo.
- Requisitos mínimos:
  - Se asignará un número a todos los terminales pertenecientes al mismo servicio.
  - Se asignará un número distinto a los terminales de los siguientes servicios:
    - Telefónico
    - Facsímil
    - Datos serie V
    - Datos en modo paquete
- La instalación de un usuario de acceso básico a la RDSI se caracteriza por la existencia de un equipo de transmisión de red (TR o TR1), que hace de separación entre la transmisión a dos hilos de TR1 a central telefónica, la transmisión a cuatro hilos entre TR1 y los equipos terminales (ET o TR2).
- Configuraciones de cableado:
  - Punto a punto (1 ET).
  - Bus pasivo corto (hasta 8 ET).
  - Bus pasivo extendido (hasta 4 ET).